# Bossalité
À Haïti, la bossalité est une idée politique et culturelle centrée sur la condition de bossale, qui est un terme issu de la traite négrière occidentale pour désigner les personnes nées en Afrique et esclavagisées en Amérique, par opposition aux personnes « créoles », qui elles sont nées en Amérique. Dans la culture haïtienne, selon Sandy Larose et Ginette Francilus Sanon, il y a un balancement entre l'idée d'être en arrachement par rapport à l'Afrique (la bossalité) et celle de vivre un nouveau type de positionnement dans le monde à partir de l'Amérique (la créolité). L'idée de bossalité a été particulièrement pensée par l'écrivain Gérard Barthélemy (ht).